# 山形ワイン
山形ワイン（やまがたワイン）は、山形県で醸造されているワイン。日本の地理的表示としては「山形」となる。

## 概要
山形県のワイン生産量は都道府県別で日本4位である。
2021年にワイン産地の地理的表示として大阪、長野と共に認定された。ワイン産地の認定としては山梨、北海道に続くものである。
また、山形県内の地理的表示としては日本酒、米沢牛、東根さくらんぼ、山形セルリー、小笹うるい、山形ラ・フランスに続き、ワインで7品目となる。

## 定義
- 山形県内で収穫されたブドウのみで作られていること[1]。
- 使用するブドウの品種は、デラウェアやメルローなど51の指定品種に限られること[1]。
- アルコール度数は7.0度以上、20度未満であること[1]。

## 特徴
山形県内17のワイナリーでつくられる「山形県ワイン酒造組合」の説明では山形ワインの特徴として以下が挙げられる。
白ワイン
- 花や柑橘系の香りの中にブドウ由来のアロマが感じられる。
- 豊かな酸による余韻がさわやか。

赤ワイン
- ブドウのアロマと熟成した香りが調和し、爽やかな酸味と穏やかな渋み。

## 生産量
山形県ワイン酒造組合の発表では、年間約2200トンの山形県産ブドウを原料に約1500キロリットルのワインを生産している（2021年時点）。
日本国外への輸出量はわずかである。

## 歴史

### 前史
山形県におけるブドウの栽培は、江戸時代初期まで遡ることができる。現在の南陽市川樋地区の大洞山にブドウの樹が植えられたのが始まりだといわれている。
大洞山にブドウの樹が植えられた理由としては以下の2つの説がある。
- 米沢藩に金の採掘人足として請われて大洞山の鉱山に来ていた甲州（現・山梨県）の人間が、南陽と甲州の土地に共通性を見出してブドウを植えた[3]。
- 川樋の地は山岳信仰の場である出羽三山を往来する修験者の通り道だったため、修験者がブドウを持ち込んだ[3]。

### 明治・大正
1871年（明治4年）、米沢藩は興譲館（現・山形県立米沢興譲館高等学校）に設立された洋学舎に、チャールズ・ヘンリー・ダラスを英語教師として招聘する。ダラスは米沢滞在中に米沢牛の美味さに感銘を受け、米沢牛の普及に貢献することになるのだが、同時に美味い米沢牛に合う酒がないことを嘆いており、赤湯を訪れた際に甲州ブドウを見てワイン造りを伝えたとされる。このダラスの逸話を親から聞いていた酒井弥惣が1887年（明治20年）に赤湯鳥上坂にブドウ園を開墾し、1892年（明治25年）にはワイン醸造に着手、今日の酒井ワイナリーとなる。
大久保利通は殖産興業としてブドウの栽培、ワイン醸造を推進したが、山形においても山形県令・三島通庸が進める形で1873年（明治6年）に高畠町へ勧業試験場が設けられ、置賜地方でブドウの試験栽培が本格的に始まった。欧州系品種のブドウを中心に栽培が本格化し、1897年（明治30年）に開催された全国博覧会で高畠町産のシャスラが最優秀賞金牌を受賞する。また、1914年（大正3年）には、大正天皇にブラックハンブルグの献上が行われたこともあり、置賜地方のブドウは米より高い値段がついて「ブドウ景気」に沸くことになる。これには、1899年（明治32年）には奥羽南線（現・奥羽本線）の福島駅 - 米沢駅間が開業し、関東への物流アクセスが向上したことも影響しているものと考えられる。
1907年（明治40年）にアメリカ原産のデラウェアが初めて導入されるが、デラウェアが主流となるのは1933年（昭和8年）のことである。
なお、大正初期にはフィロキセラの被害を受けて山形でもブドウの生産量が低下することになるが、対策として接木苗が普及したことで、活気を取り戻している。
こうして、ブドウ栽培は置賜地方で急速に広がり、和田村（現・高畠町）では、大正初期に地元住民の救済事業として立石地区を開拓してブドウ栽培を始め、「和田葡萄出荷組合」が設立され集荷場をつくったことで、置賜地方のブドウ栽培の中心的存在となっていった。
赤湯でも上述のように酒井ワイナリーが創業するが、辛口ワインは当時の人々に馴染めなかったが、地元民に受け入れられる甘口ワインを造ることに成功したことで生産量を増やした。酒井弥惣は後に赤湯町長となり、町有地だった十分一山を開放して一般に貸し付けブドウ園として開墾した。十分一山は、山全体がブドウ園となり、大正初期には、ブドウは米より高値が付いて景気に沸くことになった。

### 第二次世界大戦の影響

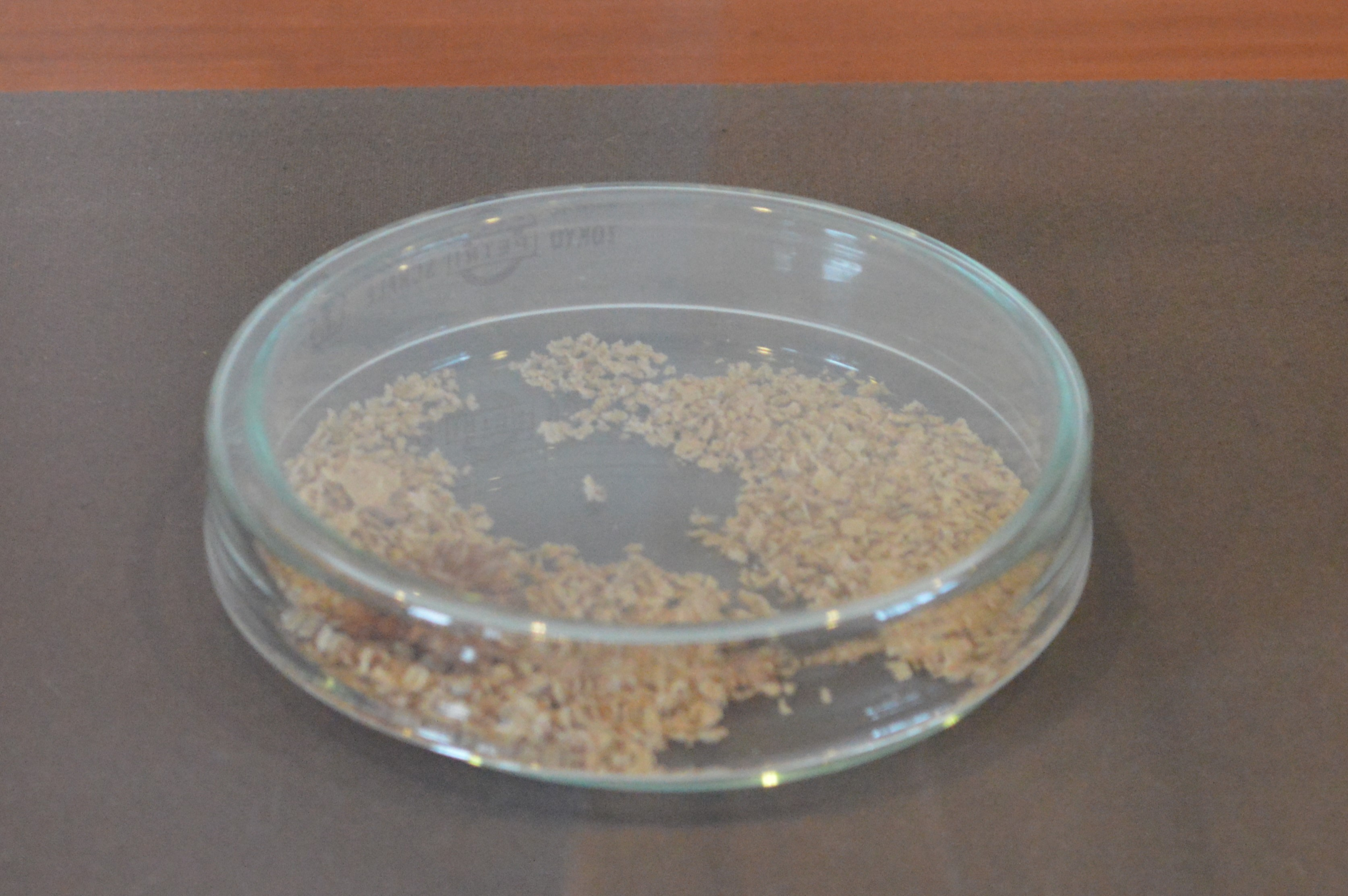
酒石酸

酒石酸カリウムナトリウム（ロッシェル塩）は、対潜水艦用の水中聴音機等に利用されており、日本でも、ミッドウェー海戦後にロッシェル塩の応用技術がドイツからもたらされると、大日本帝国海軍の要請により大蔵省がロッシェル塩の採取を目的としてワインづくりが奨励されることになった。
実際、1944年度（昭和19年度）には約1300万リットルだった果実酒の課税石数は、翌1945年には約3420万リットルに増加している。
しかしながら、軍の目的はあくまでもワインの製造過程でできる酒石酸から精製されるロッシェル塩であって、ワインそのものではないため、大量に作ることが最優先され、ワインの味は二の次となっていた。酸度が低下し風味とワインとしての骨格を失い、酢酸菌や産膜酵母が増殖した劣悪なワインは、酸っぱくて飲めば耳が立ち飛び上がる味ということで「ラビットワイン」とも呼ばれていた。
一例として、南陽市では戦争中には60軒のワイナリーがあったが、戦後はその多くが廃業に追い込まれ、残ったのは4軒であった。

### 第二次世界大戦後
1951年（昭和25年）、林五一（五一ワイン（長野県塩尻市）創業者）が須藤ぶどう酒工場（南陽市）を訪れ、メルローの枝を塩尻に持ち帰ったことで、桔梗ヶ原にメルローの本格的な栽培が根付くことになる。
赤湯では、山梨を中心とした大手生産者のワイン製造下請けになった。神谷傳兵衛が興した神谷酒造赤湯工場では、最盛期には赤湯で収穫されるブドウの大半を醸造していたが、ほとんどが山形県外に出荷されていた。1960年（昭和35年）に神谷酒造の経営が合同酒精に移ると、合同酒精赤湯工場と名称を変えるが、1978年（昭和53年）に閉鎖されることになる。天童市でも1952年（昭和27年）に寿屋（現・サントリー）が山形作業所を操業開始し、サントリー山形ワイナリーとして2001年（平成13年）の閉鎖まで存続する。こういった大手の下請け化は、零細生産者には経営の安定化を図れるメリットがあったほか、大手生産者による巡回指導によって技術情報の普及など栽培や醸造品質の向上がみられた。
1957年（昭和32年）には、老舗清酒蔵であった浜田合資会社（米沢市）がワイン醸造の研究に着手し、1973年（昭和48年）にブドウの垣根式密植栽培に成功すると社名を「浜田ワイン」に変更する。浜田ワインでは翌年に幹部社員11名を研修目的でフランスへ派遣し、当時、取締役だった濱田淳（前・山形県ワイン酒造組合理事長）をボルドー大学に留学させて、欧州系ワイン醸造品種の栽培をはじめると1976年（昭和51年）には本格的辛口テーブルワインの「シャトーモンサン」を発売した。

### 平成
1990年（平成2年）には長野県塩尻市の大田葡萄酒が酒造免許を移転し、高畠町に「高畠ワイン（現・高畠ワイナリー）」を創業する。これは本坊酒造（鹿児島県鹿児島市）などの本坊グループのワイン事業の一環でもあった。高畠町はデラウエアの栽培では日本1位であるが、ワイン醸造場がないため設立や誘致活動が活発だったという背景もある。
2002年（平成14年）に構造改革特別区域法が法制化され、2011年（平成23年）に総合特別区域法が制定されたことを受け、日本全国に「ワイン特区」ができることになる。こういったワイン特区の措置による最大の恩恵は、酒税法で定められた果実酒の新規製造免許取得への条件で課せられていた最低製造数量が、本来は年間6000リットルのところを、ワイン特区内で新規製造免許を取得する場合は2000リットルになる規制緩和であり、ワイン特区内でワイナリーを起業する際の投資金額、製造数量における基準が引き下げられて、起業を容易にした。
2017年（平成29年）には、横浜、東京、大阪でレストランを展開するサローネグループが、ワイン特区を制定した南陽市で「グレープリパブリック」を開業してワイン造りを開始する。グループの母体がレストラン事業であり、醸造過程で無添加にこだわった輸入ワインを提供していたが、同じコンセプトでワイン造りと販売を展開している。